# Tiger Woods
Eldrick Tont "Tiger" Woods, född 30 december 1975 i Cypress, Orange County, Kalifornien, är en amerikansk professionell golfspelare. I augusti 2006 tog han som trettioåring sin femtionde seger på PGA-touren (den yngste i historien med så många segrar). Namnet "Tiger" kommer från en av hans fars vänner, en vietnamesisk soldat som stred med fadern i Vietnamkriget.

## Biografi
Innan Tiger Woods fyllde 24 år hade han redan vunnit 21 professionella turneringar, vilket tangerade rekordet från 1913.
Hans amatörbedrifter (han blev professionell hösten 1996) är de mest imponerande i amatörgolfens historia:
- 3 USGA junior-amatörmästerskap 1991-1993 (vid femton års ålder var han den yngste att vinna)
- 3 USGA-amatörmästerskap 1994-1996 (vid arton års ålder var han den yngste att vinna) som innebar 18 matchsegrar i rad

Hans karriärväg till den officiella titeln som världens främste golfspelare den 15 juni 1997 var den snabbaste någonsin (och han var också den yngste som uppnått denna titel), vid 21 års ålder (han slog därmed ett 29 år gammalt rekord). Redan innan i april 1997 hade han vunnit sin första majortävling i Augusta.
Woods låg som nummer ett på golfens världsranking från 15 augusti 1999 till 29 augusti 2004, det vill säga 264 veckor i sträck. Hans pråliga och atletiska stil, och hans blandade etniska ursprung (afro-amerikan, asiat, indian och vit) anses ha bidragit till ett uppsving i golfens popularitet i USA och världen i stort, framför allt hos minoriteter som tidigare ej intresserade sig för golf.
Han är den femte golfspelaren någonsin som under sin karriär vunnit alla de fyra stora turneringarna (de fyra första var Gene Sarazen, Ben Hogan, Jack Nicklaus och Gary Player).
År 2000 hamnade han på framsidan av tidskriften Time Magazine, 40 år efter att Arnold Palmer blivit den förste golfspelare som hedrats på detta sätt.
I och med segern i US Masters 2001 blev han den förste golfspelaren som vunnit de fyra stora turneringarna i rad. (Detta skedde dock inte under ett och samma kalenderår varför det inte omnämndes som grand slam utan som Tiger slam.) Han höll fram tills år 2011 det lägsta segerresultatet i US Opens historia på -12 under par, vilket slogs av Rory McIlroy år 2011 som då vann på -16 under par. Woods erhöll även det lägsta segerresultatet i PGA Mästerskapets historia år 2000 då han vann på -18 under par, fram tills år 2016 då Jason Day vann på -20 mot par. Även i British Open, den äldsta golftävlingen i världen, hade Woods det lägsta segerresultatet någonsin på -19 under par, en bedrift han gjorde år 2000, men som slogs år 2016 av Henrik Stensson. I US Masters har Woods, tangerat med Jordan Spieth, det lägsta segerresultatet någonsin på -18 under par, men erhåller fortfarande (år 2017) den största segermarginalen på 12 slag.  
Hans segermarginaler i US Open och i US Masters är rekord. Hans 15 slags segermarginal framför den närmaste konkurrenten i US Open år 2000 är det största i tävlingens historia sedan den startade år 1895, samtidigt som han har vunnit med jämförbara marginaler i de tre andra stora turneringarna. Vid turneringen "TOUR Championship" år 2003 slog han Byron Nelsons rekord i antal gånger i rad han klarat kvalgränsen i turneringar - 113 gånger i rad (den aktive spelare som låg tvåa hade då 26 gånger i rad).
Associated Press har utnämnt honom till årets idrottsman tre gånger, något ingen slagit och endast Michael Jordan också uppnått.
Tiger Woods opererades i slutet av juni 2008 på grund av ett trasigt korsband och två stressfrakturer på skenbenet.
Den 27 november 2009 skadades Tiger Woods i en trafikolycka när han i sin SUV körde in i ett träd, en händelse som även blev inledningen på en stor skandal kring hans privatliv.
Av polisrapporten framgick att han hade druckit alkohol och tagit de narkotikaklassade medicinerna Ambien och Vicodin enligt ett vittne. Men något blodprov togs inte.
Den 12 december 2009 meddelade Woods att han tar timeout från sitt golfspelande på obestämd tid.
Den 1 november 2010 förlorade Woods sin status som världsetta till Lee Westwood.
Den amerikanska ekonomitidskriften Forbes rankade Woods till att vara världens 2 535:e rikaste med en förmögenhet på 1,1 miljarder amerikanska dollar för den 8 april 2023.

## Familj

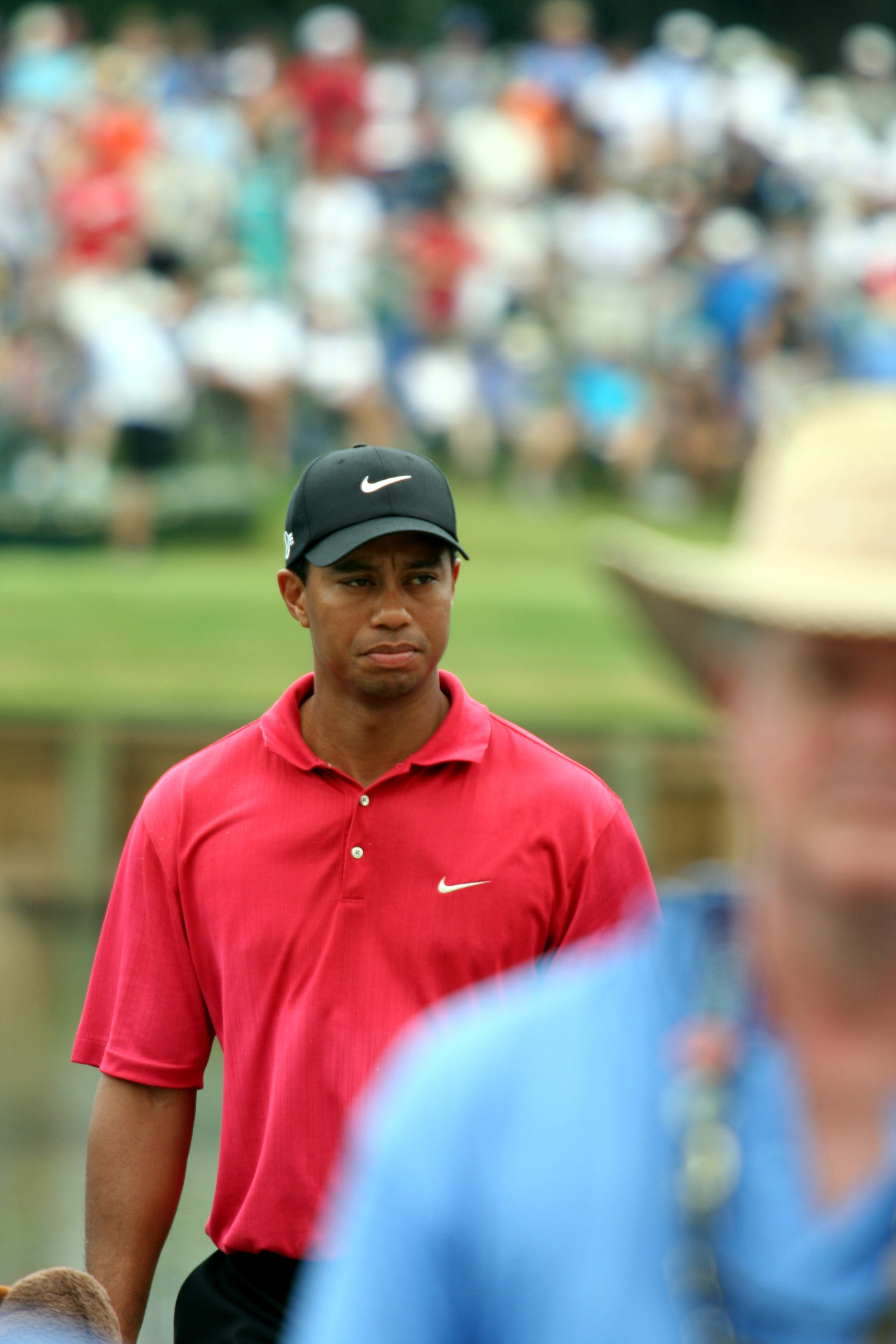
Tiger Woods 2007.

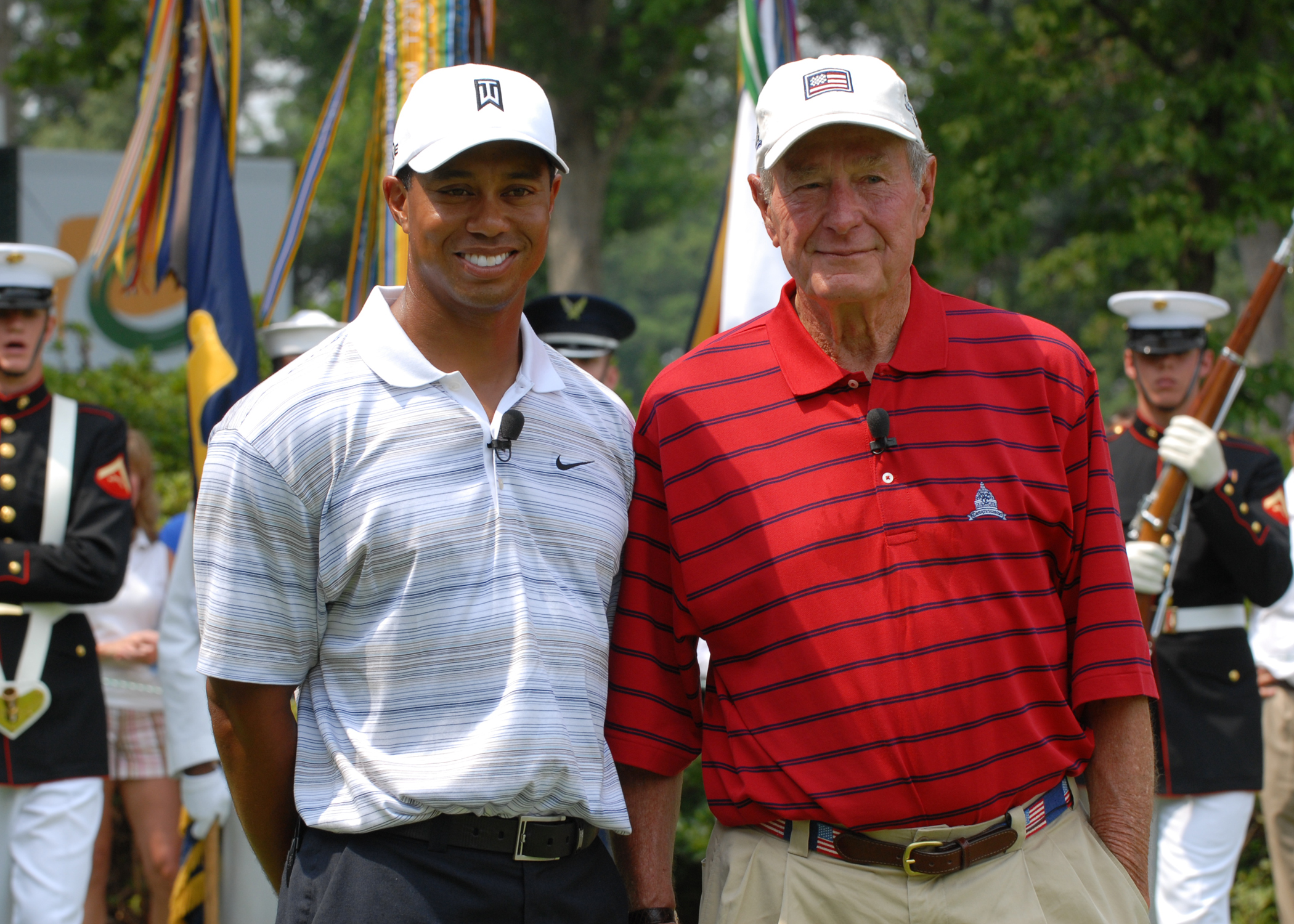
Tiger Woods tillsammans med George H.W. Bush 4 juli 2007.

Fadern, Earl Woods, var afroamerikan och yrkesmilitär i Gröna Baskrarna med också kinesisk och indiansk härkomst. Modern, Kultida Woods, kommer från Thailand och har också kinesiskt, afrikanskt och holländskt ursprung.
Den 5 oktober 2004 gifte sig Woods med Elin Nordegren, född 1980 i Vaxholm, dotter till Sveriges före detta migrationsminister Barbro Holmberg och journalisten Thomas Nordegren. Elin Nordegren har bland annat arbetat som fotomodell och som barnflicka hos Jesper Parnevik i Florida, och det var han som presenterade dem båda för varandra. 2007 föddes parets dotter Sam och 2009 föddes sonen Charlie. Den 23 augusti 2010 skildes paret.
Från 2013 till 2015 var Woods tillsammans med den alpina skidåkaren Lindsey Vonn.
Woods har även grundat en välgörenhetsstiftelse, "Tiger Woods Foundation", som tidigare leddes av hans far.

## Meriter

### Majorsegrar
- 1997 The Masters Tournament
- 1999 PGA Championship
- 2000 US Open, The Open Championship, PGA Championship
- 2001 The Masters Tournament
- 2002 The Masters Tournament, US Open
- 2005 The Masters Tournament, The Open Championship
- 2006 The Open Championship, PGA Championship
- 2007 PGA Championship
- 2008 US Open
- 2019 The Masters Tournament

### Segrar på PGA-touren
- 1996 Las Vegas Invitational, Walt Disney World/Oldsmobile Classic
- 1997 Mercedes Championships, GTE Byron Nelson Golf Classic, Motorola Western Open
- 1998 BellSouth Classic
- 1999 Buick Invitational, Memorial Tournament, Motorola Western Open, WGC-NEC Invitational, National Car Rental Golf Classic/Disney, The Tour Championship, WGC-American Express Championship
- 2000 Mercedes Championships, AT&T Pebble Beach National Pro-Am, Bay Hill Invitational, Memorial Tournament, WGC-NEC Invitational, Bell Canadian Open
- 2001 Bay Hill Invitational, The Players Championship, Memorial Tournament, WGC-NEC Invitational
- 2002 Bay Hill Invitational presented by Cooper Tires, Buick Open, WGC-American Express Championship
- 2003 Buick Invitational, WGC-Accenture Match Play Championship, Bay Hill Invitational presented by Cooper Tires, 100th Western Open presented by Golf Digest, WGC-American Express Championship
- 2004 WGC-Accenture Match Play Championship
- 2005 Buick Invitational, Ford Championship at Doral, WGC-NEC Invitational, WGC-American Express Championship
- 2006 Buick Invitational, Ford Championship at Doral, Buick Open, WGC-Bridgestone Invitational, Deutsche Bank Championship, WGC-American Express Championship
- 2007 Buick Invitational, WGC-CA Championship, Wachovia Championship, WGC-Bridgestone Invitational, BMW Championship, The Tour Championship
- 2008 Buick Invitational, WGC-Accenture Match Play Championship, Bay Hill Invitational
- 2009 Bay Hill Invitational, Memorial Tournament, AT&T National, Buick Open, WGC-Bridgestone Invitational, BMW Championship
- 2010 -
- 2011 Chevron World Challenge
- 2012 Bay Hill Invitational, Memorial Tournament, AT&T National
- 2013 Farmers Insurance Open, WGC-Cadillac Championship, Arnold Palmer Invitational, The Players Championship, WGC-Bridgestone Invitational Firestone
- 2018 TOUR Championship
- 2019 ZOZO Championship

### Internationella segrar
- 1997 Asian Honda Classic
- 1998 Johnnie Walker Classic
- 1999 Deutsche Bank Open-TPC of Europe, World Cup of Golf (individuellt)
- 2000 Johnnie Walker Classic
- 2001 Deutsche Bank-SAP Open TPC of Europe
- 2002 Deutsche Bank-SAP Open TPC of Europe
- 2004 Dunlop Phoenix
- 2006 Dubai Desert Classic
- 2008 Dubai Desert Classic
- 2009 JBWere Australian Masters
- 2019 ZOZO Championship (Japan)

### Övriga segrar
- 1998, -99, 2000, -01, -02 samt -05 och -06 PGA Grand Slam of Golf
- 1999 World Cup (med Mark O'Meara), PGA Grand Slam of Golf
- 2000 EMC World Cup (med David Duval), PGA Grand Slam of Golf
- 2001 Williams World Challenge, PGA Grand Slam of Golf
- 2002 PGA Grand Slam of Golf
- 2004 Target World Challenge
- 2007 Target World Challenge